# It's a Man's Man's Man's World
It's a Man's Man's Man's World är en soulballad lanserad som vinylsingel av James Brown 1966. På skivetiketterna krediteras artisten som James Brown & the Famous Flames, men The Famous Flames som var James Browns bakgrundssånggrupp medverkar inte på inspelningen.
I låten sjunger Brown att mannen står för allt produktivt arbete i världen och skapade uppfinningar som bilen, elektriciteten, båten och tåget, men att allt vore förgäves om det inte vore för kvinnan. 
James Brown omarbetade låten till ett mer jazzigt arrangemang för sitt album Soul on Top 1969. Den finns även med i en elva minuter lång version på Browns dubbel-LP Live at the Apollo, Volume II (1968), samt liveskivan Sex Machine (1970).
Låten blev år 2004 listad som #123 (i en uppdaterad lista 124) i tidningen Rolling Stones lista The 500 Greatest Songs of All Time.

## Listplaceringar
| Lista (1965-1966) | Position                              |
| ----------------- | ------------------------------------- |
| Flandern          | 14                                    |
| Frankrike         | 6                                     |
| Kanada            | 25 (RPM)                              |
| Spanien           | 5                                     |
| Storbritannien    | 13                                    |
| Sverige           | - (Testad på Tio i topp, ej inröstad) |
| USA               | 8 (Billboard Hot 100)                 |
| USA               | 1 (Billboard R&B Singles)             |
| Vallonien         | 7                                     |